# Васильєв Василь Олександрович
Васи́ль Олекса́ндрович Васи́льєв (рос. Василий Александрович Васильев; 15 травня 1927, Багаряк, Челябінська область — 10 листопада 1993, Сочі) — радянський футболіст і тренер. Півзахисник. 
Відомий виступами за «Крила Рад» (Куйбишев). Працював головним тренером команд «Карпати» (Львів), «Машук» (П'ятигорськ) і «Шахтар» (Кадіївка). Майстер спорту СРСР (1959). Заслужений тренер Української РСР (1971).
Син В'ячеслав і онук Дмитро також стали футболістами.